# Simon Property Group

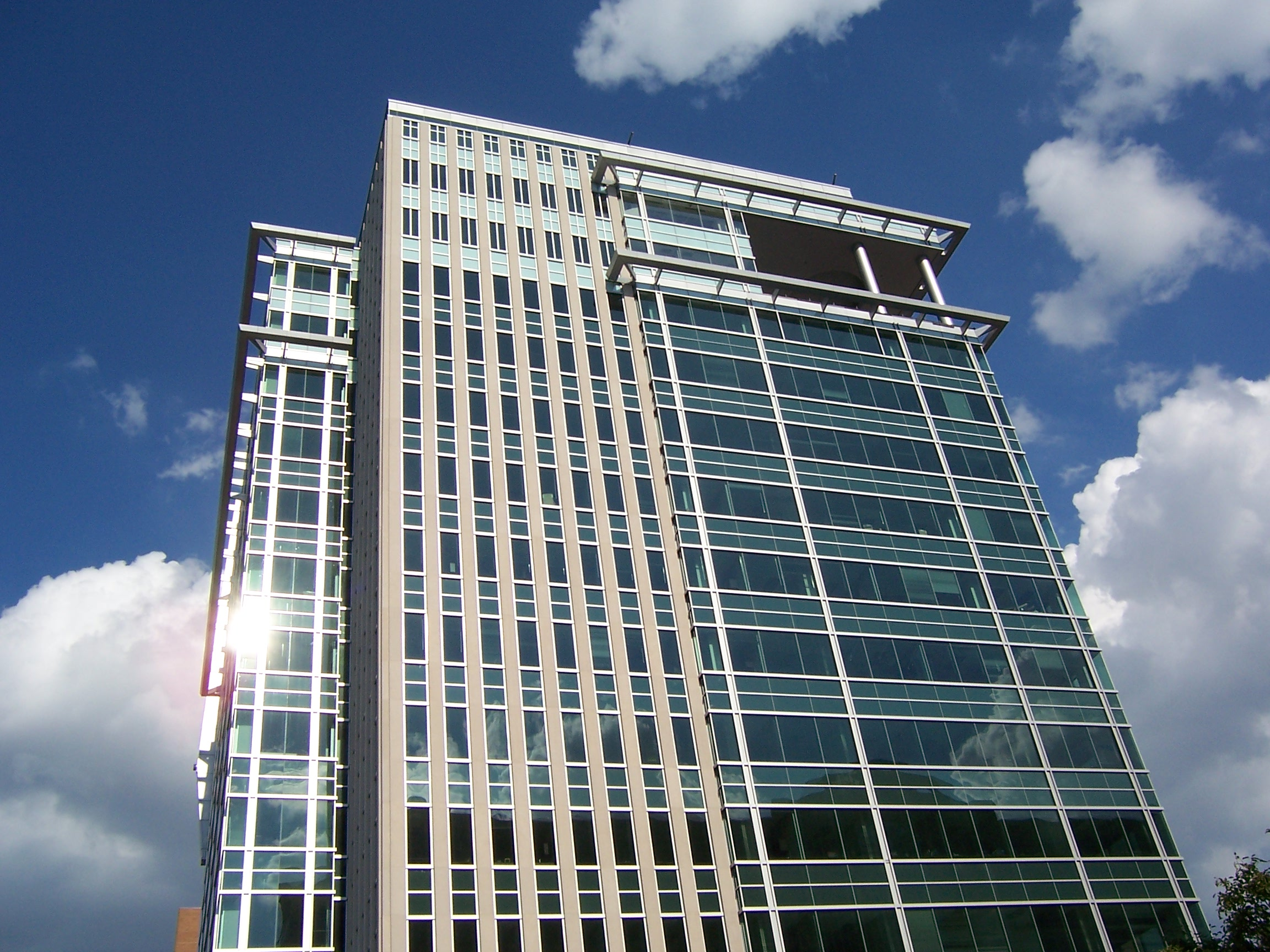
Hauptsitz in Indianapolis

Die Simon Property Group (SPG) ist ein Immobilienunternehmen, genauer ein Real-Estate-Investment-Trust (REIT), aus den Vereinigten Staaten mit Firmensitz in Indianapolis, Indiana. Das Unternehmen ist in dem Verkauf und der Bewirtschaftung von Immobilien tätig. Simon Property Group ist der größte Shopping-Mall-Betreiber in den USA. Darüber hinaus hält SPG 22,2 % der Anteile am französischen Konzern Klépierre S.A.:55, der Europas zweitgrößter Betreiber von Einkaufszentren ist. Die SPG ist im Aktienindex S&P 500 gelistet.

## Geschichte
Das Unternehmen wurde 1960 unter dem Namen Melvin Simon & Associates (MSA) von Melvin Simon mit Unterstützung seiner Brüder, Herbert and Fred, gegründet.
Die ersten Projekte der Gebrüder Simon waren kleine Einkaufszentren im Freien, die in der Regel ein Lebensmittelgeschäft oder einen Drogeriemarkt als Ankerpunkt hatten. Das erste Einkaufszentrum, das sich vollständig im Besitz des Unternehmens befand, wurde im August 1960 in Bloomington, Indiana, eröffnet und bald darauf folgten vier ähnliche Zentren im Gebiet von Indianapolis. Innerhalb kurzer Zeit zog der Ruf der Simons als gute Manager größere Einzelhandelsmieter wie Sears und Woolworth's an. Die ersten Projekte des Unternehmens außerhalb von Indiana entstanden, als die S.S. Kresge Company mit MSA Verträge über die Entwicklung von vier der ersten Kmart-Kaufhäuser im Mittleren Westen – in Indiana, Illinois und Michigan – abschloss. Im Anschluss an diese Entwicklungen wurde ein Vertrag über die Entwicklung von drei Immobilien in Colorado geschlossen, darunter das erste vollständig geschlossene Einkaufszentrum des Unternehmens, die University Mall in Fort Collins. Dieses erste geschlossene Einkaufszentrum, das 1964 eröffnet wurde, wurde um ein bestehendes Montgomery Ward-Geschäft herum gebaut.
Später im Jahr 1964 brachten die Simons ihr Konzept der geschlossenen Einkaufszentren nach Indiana zurück und eröffneten die ersten beiden geschlossenen Einkaufszentren in Indiana, in Anderson und Bloomington. In den folgenden Jahren expandierte das Unternehmen weiter und fügte jedes Jahr durchschnittlich 1.000.000 Quadratfuß an Einzelhandelsfläche hinzu. Bis 1967 besaß und betrieb MSA mehr als 3.000.000 Quadratfuß. Im Jahr 1975 eröffnete MSA das Towne East Square in Wichita, das erste geschlossene Einkaufszentrum mit mehr als 1.000.000 Quadratmetern. Mitte der 1970er Jahre gründete MSA eine separate Management-Abteilung, die sich um die bestehenden Objekte kümmerte. Die neu gegründete Abteilung bot Marketing- und technische Dienstleistungen, Qualitätskontrolle sowie Unterstützung bei der Landschaftsgestaltung und dem Design an, um ein gewisses Maß an einheitlicher Management- und Betriebsqualität im gesamten Simon-Portfolio zu gewährleisten.
Ende der 1970er Jahre begann MSA, nachdem es erfolgreich bei der Stadtsanierung in Indianapolis gearbeitet hatte, sein erstes Mischnutzungsprojekt in Arlington. Es entstand ein 800.000 Quadratfuß großer Einzelhandelskomplex, der mit einem Ritz-Carlton-Hotel und einem 160.000 Quadratfuß großem Bürogebäude gekoppelt war.
In den frühen 1990er Jahren Verband MSA das Einkaufserlebnisses mit einer Reihe von Unterhaltungsmöglichkeiten. Zusätzlich zu den Einzelhandelsgeschäften begann MSA, Spielhallen und interessante architektonische und gestalterische Elemente einzubeziehen um die Verweilzeit in den Komplexen zu erhöhen und alle Alters- und Strukturschichten anzusprechen. Eines der ersten Beispiele diesen Unterhaltungs-Einkaufs-Hybrid war The Forum Shops at Caesars in Las Vegas. Es wurde im Mai 1992 eröffnet. Im August 1992 ließ MSA seinem Las Vegas-Projekt sein vielleicht bekanntestes Projekt folgen: die Mall of America. Dieser riesige, 4,2 Millionen Quadratfuß große Unterhaltungs- und Einzelhandelskomplex wurde in Partnerschaft mit der Triple Five Corporation entwickelt und befand sich in der Nähe des Flughafens von Minneapolis/St. Paul. Die Mall of America umfasste die vier Hauptgeschäfte Bloomingdale's, Macy’s, Nordstrom und Sears, mehr als 500 Fachgeschäfte, einen sieben Hektar großen Themenpark für Familien, einen 18-Loch-Minigolfplatz und einen Unterhaltungsbereich mit einem Kino mit 14 Sälen, acht Nachtclubs und einem begehbaren Aquarium.
Ebenfalls zu Beginn der 1990er Jahre trat auch Melvin Simons ältester Sohn David, der heutige CEO, in das Familienunternehmen ein.
Melvin Simon & Associates brachte den Großteil seiner Vermögenswerte Ende 1993 durch die Gründung der Simon Property Group (SPG) an die Wall Street. Der Börsengang von SPG mit einem Volumen von 840 Millionen Dollar war zu diesem Zeitpunkt der größte in der Geschichte der USA.
Die auslaufenden 1990er Jahre waren für SPG durch Fusionen, Übernahmen und strategische Partnerschaften gekennzeichnet. 1996 kündigte Simon seine Fusion mit der DeBartolo Realty Corp. an. Die neu fusionierte Simon DeBartolo Group wurde damit zum größten börsennotierten Einzelhandelsimmobilienunternehmen in Nordamerika. Im darauffolgenden Jahr erweiterte Simon sein Portfolio erneut durch die Übernahme von The Retail Property Trust, einer privaten Unternehmensgruppe aus Massachusetts. 1998 kam es zu einer weiteren Fusion, diesmal mit Corporate Property Investors (CPI), einem privaten REIT mit Sitz in New York-City.
Im Jahr 1998 entwickelte SPG, nachdem es Partnerschaften mit anderen REITs, die auf die Entwicklung von Outlet Malls spezialisiert waren, eingegangen war, zwei Outlet-Standorten in Houston und Orlando an.
Nachdem Edward DeBartolo aus dem Vorstand des Unternehmens zurückgetreten war, ließ das Unternehmen 1998 auch das „DeBartolo“ aus seinem Namen fallen und kehrte zu seiner früheren Simon Property Group.
1997 gründete Simon eine innovative Marketing-Initiative, Simon Brand Ventures (SBV). Eine der ersten Initiativen war das MALLPeRKS-Programm, das einzige nationale Kundenbindungsprogramm in der Shopping-Center-Branche.
1998 folgte der Eintritt in den europäischen Markt für Einzelhandelsimmobilien, als es sich mit zwei anderen Investmentfirmen – Argo II und Harvard Private Capital Group, Inc. – zusammentat, um eine 44-prozentige Beteiligung an dem in Paris ansässigen Immobilienentwickler, -vermieter und -verwalter Groupe BEG, S.A. zu erwerben.